# Álvaro Alonso Barba
Álvaro Alonso Barba (Lepe, Huelva, 15 de noviembre de 1569 - Potosí, Bolivia, 25 de octubre de 1662) fue un eclesiástico y metalúrgico español, a quien se le debe el método de los cazos para la explotación de la plata, recogido en su obra Arte de los metales.

## Biografía
Álvaro Alonso Barba nació en la villa de Lepe(Huelva) a mediados del siglo XVI, hijo póstumo de Álvaro Alonso y de Teresa Barba, y fue bautizado el 15 de noviembre de 1569 en la Iglesia de Santo Domingo. Tras estudiar teología marchó a las Indias hacia 1588, o incluso antes, a ejercer su ministerio en calidad de párroco en Perú. Se sabe que en 1615 se hallaba en Tihuanaco, más adelante en San Cristóbal de Lípez. Será en las minas de Lípez donde comenzara a realizar sus primeras investigaciones acerca de la amalgamación de los minerales hacia 1590, una pasión que en la que no cejaría el resto de su vida. A partir de entonces, recorrerá la provincia de Charcas, abundante en minas de oro, plata y cobre, siempre investigando y aprendiendo.
Juan de Lizarazu, presidente de la Audiencia de Charcas, conocedor de la valía de Alonso Barba, hizo todo lo posible para procurar su traslado al curato de San Bernardo en Potosí y le solicitó un tratado que sistematizase los procesos metalúrgicos que se realizaban en la zona. Así es como el 15 de febrero de 1637 Alonso Barba entrega a Lizarazu los originales de su Arte de los metales, que contiene una detallada descripción de la riqueza argentífera del subsuelo americano así como un descubrimiento fundamental para la explotación de la plata, el método de los cazos para extraer la plata en caliente. Los originales se remitieron al Consejo de Indias, desde donde se mandaría a Madrid a imprimir en 1640.
Alonso Barba regresaría a España en su vejez, donde se dedicó a estudiar las minas de Riotinto y las antiguas explotaciones romanas de Masa Valverde en Huelva, fue entonces cuando escribiría su Relación de Río Tinto, con más de 90 años.
A pesar de su avanzada edad, su amor por el Perú lo hizo regresar a Potosí donde moriría hacia 1662.

## Obra
- Arte de los metales en que se enseña el verdadero beneficio de los de oro, y plata por azogue. El modo de fundirlos todos y como se han de refinar, y apartar unos de otros. La primera edició se publicó en Madrid en 1640. Posteriormente se hicieron nuevas ediciones a lo largo del siglo XVI y XVII en inglés, alemán, francés y español. Modernamente se ha reeditado como facsímil.[4]
- Del beneficio de la escoria y blanqueo. Obra manuscrita, al parecer perdida.[2]

### Traducciones
El libro Arte de los metales ha sido traducido a diferentes idiomas ya en fechas cercanas a su publicación, muestra del interés que generó en Europa la obra de Alonso Barba:
Al inglés:
- Londres, Imprenta de S. Mearne, 1670, traducción de Edward Motagu.
- C. Jephson para O. Payne, 1738.
- Londres, a costa de J. Hodges, 1739.

Al alemán:
- Hamburgo, por Gottfried Schultze, 1676, traducción de Johan Lange.
- Frankfurt, Fleicher, 1739.
- Viena, Peter Conrad Monath, 1749, traducción Mathias Godar.
- Ephrata (Philadelphia), 1763.
- Viena, Paul Kraus, 1767.

Al francés:
- París, Andre Knapen, 1730, traducción y adiciones de Charles Hautin de Villars.
- París, P. Witte & Didot, 1733.
- París, Chez Pierre-Alexandre Le Prieur, 1751, traducción de Lenglet-Dufresnoy.
- La Haya, Pierre de Hand, 1752, traducción de Lenglet-Dufresnoy.

## Características y repercusión de su obra
Álvaro Alonso Barba es, sin dudas, uno de los principales tratadistas metalúrgicos españoles, con una obra comparable en importancia a la de Georgius Agricola, alquimista y mineralogista alemán de la primera mitad del siglo XVI.
Desde el punto de vista actual, la obra de Alonso Barba proporciona una exquisita descripción desde el punto de vista tecnológico y filosófico de la manera con la que se abordaban los secretos de la naturaleza, los minerales y, en concreto, las corrientes filosóficas asociadas al pensamiento alquímico de una época que hunde sus raíces en tradiciones ancestrales.
Alonso Barba permanece en todo momento en el ámbito de la naturaleza renacentista, donde la realidad exterior se entremezcla con la subjetividad del pensamiento. La naturaleza es concebida como un gran organismo cuyas partes están íntimamente condicionadas, un concepto cercano al neoplatonismo. Para él los metales está compuestos por azogue y azufre, fiel a la teoría de los alquimistas medievales, unos principios radicales de los metales que Alonso Barba se encarga de describir y caracterizar. Dentro de esta caracterización, describe al oro como el más acabado de los metales, una afirmación que lo sitúa dentro del corpus general alquímico predominante en el pensamiento natural de su tiempo.

## Reconocimientos
- Instituto de Química Alonso Barba, creado en febrero de 1940 e integrado en 1966 en el Instituto de Química-Física Rocasolano, perteneciente al Consejo Superior de Investigaciones Científicas.[7]
- Instituto Tecnológico de Química y Materiales "Álvaro Alonso Barba" de la Universidad Carlos III de Madrid, creado 1999 el[8]
- Premio "Alonso Barba" de la Real Sociedad Española de Física y Química, otorgado en 1930 a Isidro Parga Pondal.[9]
- Centro de Educación Infantil y Primaria Alonso Barba, construido en 1958, primer centro educativo de Lepe.[10]
- Edificio "Alonso Barba" situado en el Campus de La Rabida perteneciente a la Universidad de Huelva.
- Monumento en su honor, inaugurado en 1994 en el Parque de la Coronación (Lepe), que representa un horno de fundición.[11]
- Monumento en su honor, inaugurado en 2019, en la calle Alonso Barba (Lepe), con su busto.[12]
- Calles en su nombre, entre otras ciudades, en:

- Lepe (tramo de la antigua travesía de la N-431 a su paso por el centro de la ciudad)
- Huelva (junto a la Plaza San Pedro)
- Sevilla (Avenida Alonso Barba, bajo el Puente del Alamillo)
- Alcalá de Henares, junto a la  M-100 (autovía)
- Jaén (en la Loma del Royo)